# Rogge (graan)
Rogge (Secale cereale) is een kruisbevruchtende graansoort die net als de overige granen behoort tot de grassenfamilie. Rogge wordt in diverse delen van de wereld op grote schaal verbouwd als cultuurgewas of voedergewas. De soort maakt deel uit van de geslachtengroep Triticeae en is zodoende nauw verwant aan tarwe (Triticum) en gerst (Hordeum). Rogge wordt gebruikt voor het maken van meel, brood, bier, knäckebröd en sommige alcoholische dranken zoals whisky en wodka. Het kan ook in volkoren vorm gegeten worden.

## Geschiedenis
Rogge als cultuurplant is het resultaat van een kruising tussen Secale vavilovii en de vaste soorten Secale montanum en Secale anatolicum. Turkije is het genetisch centrum van vaste roggesoorten en er bestaat overeenstemming dat de oorsprong van rogge als graansoort in de regio rond de berg Ararat en het Vanmeer ligt.
Als cultuurgewas is de plant dan ook in kleine hoeveelheden aangetroffen in enkele neolithische vindplaatsen in Midden- en Oost-Turkije, maar verder wordt ze vrijwel niet gevonden tot aan de Midden-Europese bronstijd, rond 1800-1500 v.Chr. Volgens de theorie van Nikolaj Vavilov groeide rogge aanvankelijk als woekerplant tussen door mensen geteelde tarwe en gerst. Rogge gebruikte mimicry om steeds meer op de geteelde soorten te gaan gelijken en zo werd rogge met andere graangewassen verspreid. Naarmate de landbouw zich meer noordelijk uitbreidde of naar streken met armere bodems, bleek dat rogge onder die omstandigheden meer graan voortbracht en de andere tarwesoorten daar verdrong.
Rogge is aangetroffen in Romeins cultuurgebied langs de Rijn en op de Britse Eilanden. De Romeinse schrijver Plinius de Oudere beoordeelde rogge negatief: het zou een slecht soort voedsel zijn, alleen te gebruiken om niet te verhongeren, en werd er spelt aan toegevoegd om de bittere smaak van het roggebrood of de roggepap te verdrijven. Rogge zou ook als groenbemesting gebruikt zijn.
In Nederlandse gebieden is rogge gevonden in de laatste fase van de raatakkers (ook wel 'celtic fields'). Het gewas is waarschijnlijk omstreeks het begin van de jaartelling ingevoerd. Sinds de middeleeuwen is het ook hier een belangrijke grondstof voor brood.

## Gebruik

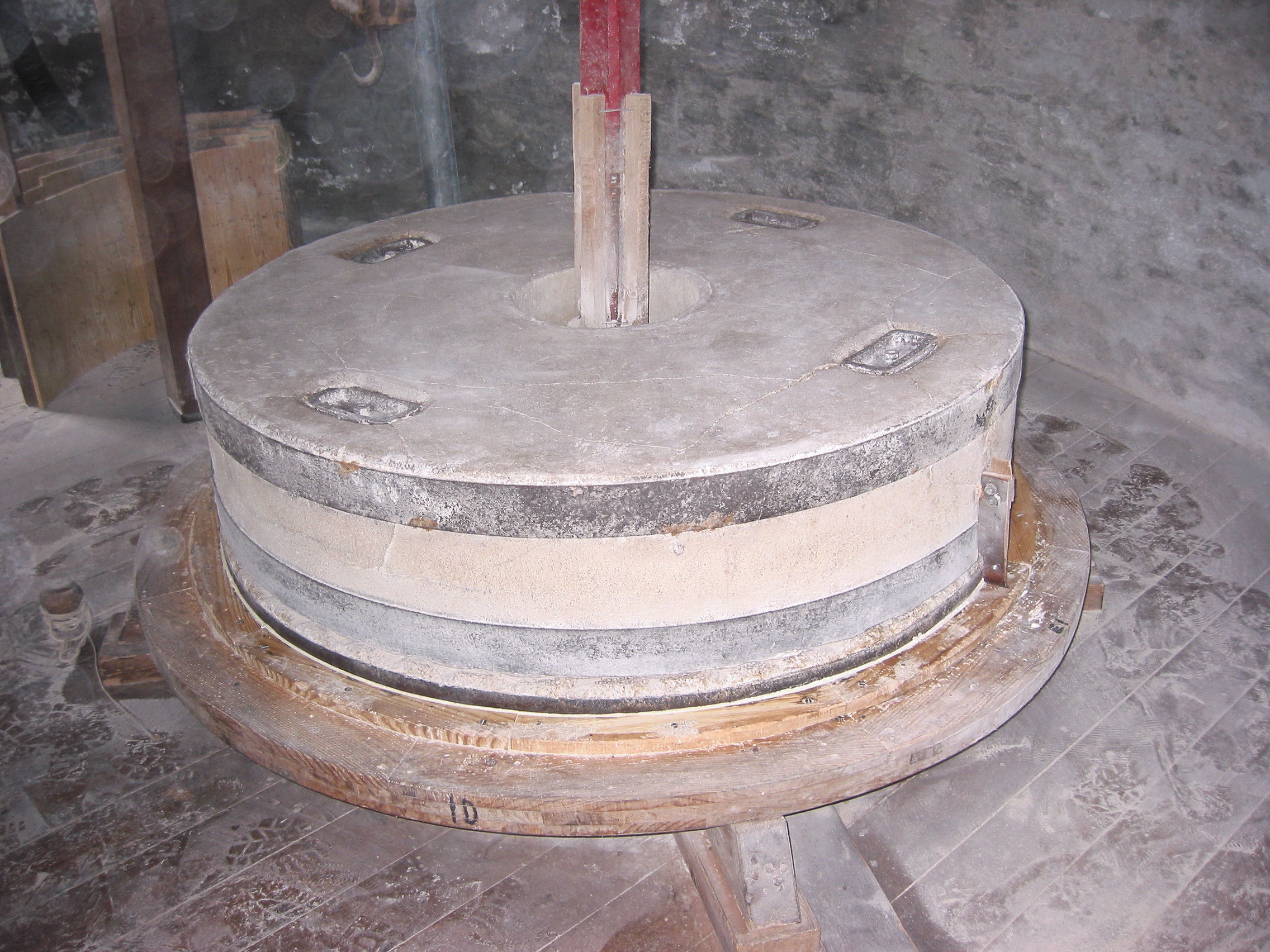
Meelring afgedicht met een roggepapje van molen De Hoop in Garderen

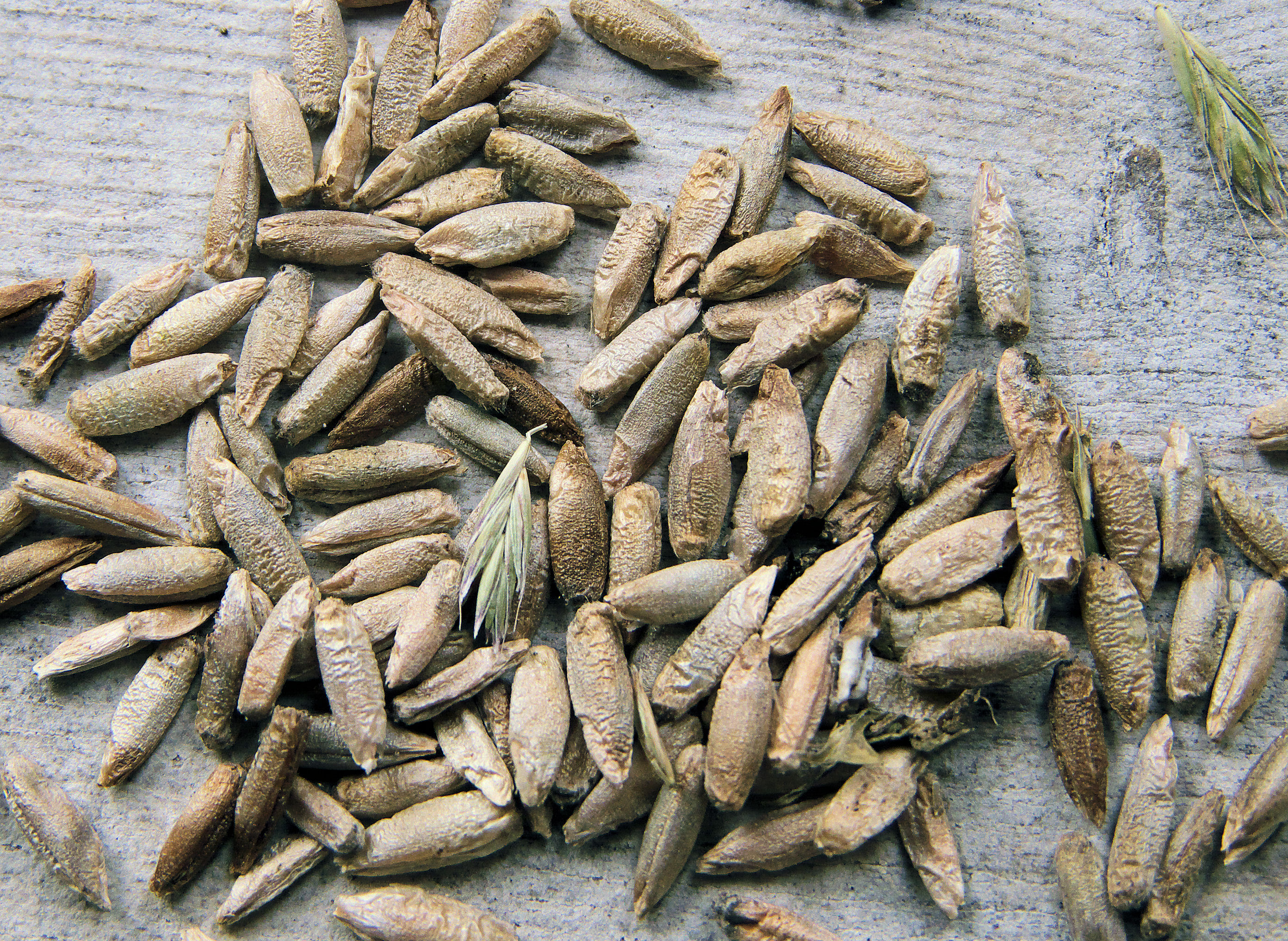
Biologisch geteelde roggekorrels

Rogge wordt vooral geteeld om er roggebrood van te maken. Ook ontbijtkoek wordt van rogge gemaakt. In Ierland en de Verenigde Staten wordt rogge gebruikt als natuurlijke grondstof voor whisky. Rogge wordt voornamelijk op de zand- en dalgronden verbouwd. Voor de teelt van winterrogge worden vrij bestoven rassen en hybrides gebruikt. Zomerrogge wordt bijna niet meer geteeld voor de korrel. Wel wordt zomerrogge soms geteeld als stoppelgewas voor groenbemesting. Ook winterrogge wordt wel voor groenbemesting gebruikt. Dit is dan een bladrijk type en wordt ondergeploegd in het voorjaar.
Roggemeel werd vroeger gebruikt om roggepap van te maken. Dit werd gebruikt door destilleerders om aansluitingen af te dichten zodat geen stoom kon ontsnappen. Kuipers gebruikten de roggepap samen met gedroogde en geplette lis om de aansluiting van de houten bodems in de inkrozing van de ton of emmer te dichten.
De beschermde geografische aanduiding Pompernikkel duidt op een donkere soort langdurig gebakken roggebrood zonder korst uit Westfalen.

## Economisch belang
Het in Nederland geteelde areaal met winterrogge was van 1998 t/m 2022:
| Jaar | Areaal (ha) |
| ---- | ----------- |
| 1998 | 6300        |
| 1999 | 2600        |
| 2000 | 5800        |
| 2001 | 3500        |
| 2002 | 3500        |
| 2003 | 3500        |
| 2004 | 3400        |
| 2005 | 2500        |
| 2006 | 2400        |
| 2007 | 2800        |
| 2008 | 2100        |
| 2009 | 2300        |
| 2013 | 1741        |
| 2014 | 1720        |
| 2015 | 1628        |
| 2016 | 1609        |
| 2017 | 1496        |
| 2018 | 1596        |
| 2019 | 1876        |
| 2020 | 1903        |
| 2021 | 2203        |
| 2022 | 2285        |

De Europese Commissie meldt de volgende productiecijfers, uitgedrukt in 1000 ton:
| Jaar             | BE   | NL   | EU     |
| ---------------- | ---- | ---- | ------ |
| 1996             | 8,7  | 38,2 | 12 190 |
| 1997             | 7,7  | 27,9 | 12 400 |
| 1998             | 7,1  | 30,3 | 13 050 |
| 1999             | 4    | 14   | 11 460 |
| 2000             | 4,8  | 29   | 10 270 |
| 2001             | 2,9  | 17   | 11 960 |
| 2002             | 2,8  | 16,8 | 9 210  |
| 2003             | 2,7  | 17,9 | 6 930  |
| 2004             | 3,2  | 16,6 | 10 010 |
| 2005             | 2,3  | 10,9 | 7 690  |
| 2006             | 2,7  | 10,9 | 6 570  |
| 2007             | 2,4  | 7,6  | 7 660  |
| 2008             | 2,2  | 8    | 9 290  |
| 2009             | 2,7  | 11,2 | 9 880  |
| 2010             | 2    | 11,9 | 7 730  |
| 2011             | 2,38 | 6    | 6 820  |
| 2012             | 2,6  | 9    | 8 710  |
| 2013             | 3    | 7    | 10 450 |
| 2014             | 1,94 | 7    | 9 050  |
| 2015             | 2,56 | 6,14 | 7 800  |
| 2016             | 1,94 | 5,4  | 7 349  |
| 2017             | 2,39 | 4,39 | 7 309  |
| 2018             | 2,32 | 4,34 | 6 174  |
| 2019             | 3,37 | 5,33 | 8 455  |
| 2020             | 2,48 | 7,72 | 8 937  |
| 2021             | 3,44 | 8,08 | 7 948  |
| 2022 schatting   | 3,03 | 9,10 | 7 449  |
| 2023 voorspeld   | 4,20 | 7,52 | 7 611  |
| 2024 verwachting | 2,89 | 7,53 | 7 803  |

De producentenprijs van een ton rogge in de Europese Unie schommelde in de periode 2013-2020 tussen de 50 en de 220 euro. Op 4 februari 2021 werden de volgende prijzen gemeld:
| Markt      | Prijs (€/ton) | Type                                      |
| ---------- | ------------- | ----------------------------------------- |
| Hamburg    | 188,00        | molenrogge, vertrek uit silo (DEPSILO)    |
| West-Polen | 142,80        | molenrogge, levering aan silo (DELFIRST)  |
| West-Polen | 142,88        | voederrogge, levering aan silo (DELFIRST) |
| Vilnius    | 128,47        | voederrogge, levering aan silo (DELFIRST) |

## Gezondheidseffecten
De belangstelling voor gezondheidseffecten van voeding op basis van rogge kwam aanvankelijk voort uit het hoge gehalte aan voedingsvezels en het gebruik als volkoren. Rogge speelt ook een rol in de beheersing van de glucosespiegel en de verlaagde behoefte aan insuline, wat aanleiding gaf tot het onderzoeken van de rol die rogge zou kunnen spelen in de strijd tegen diabetes mellitus en tegen hartziekten. Lignanen in rogge zouden na metabolisatie tot enterolignanen het risico op borst- en prostaatkanker verkleinen. Ten slotte is roggevoedsel bestudeerd in de context van verzadiging en obesitas.

## Ziekten en plagen

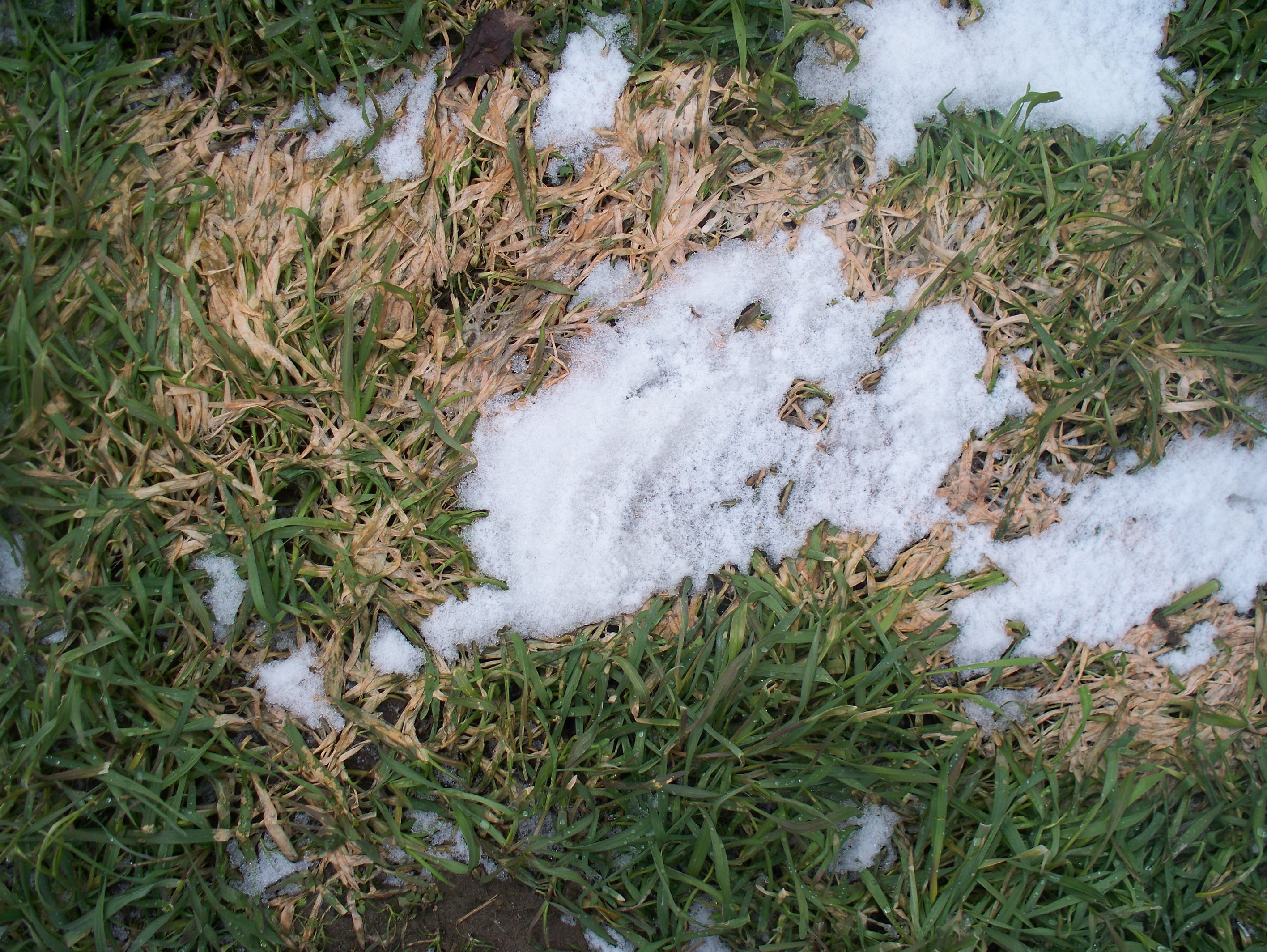
Sneeuwschimmel

Bij rogge komen de volgende belangrijke schimmelziekten voor:
- Zwarte roest (Puccinia graminis f. secalis)
- Meeldauw (Erysiphe graminis f. secalis)
- Bruine roest (Puccinia recondita f. secalis)
- Bladvlekkenziekte (Rhynchosporium secalis)

Minder voorkomend, zijn:
- Moederkoren (Claviceps purpurea)
- Voetziekte of sneeuwschimmel (Microdochium nivale, synoniem: Fusarium nivale)
- Reup veroorzaakt door het stengelaaltje (Ditylenchus dipsaci)

## Botanisch
Rogge behoort tot de grassenfamilie en is eenjarig (zomerrogge) of tweejarig (winterrogge). Winterrogge heeft voldoende koude nodig om te kunnen bloeien. Winterrogge bloeit in mei. Zomerrogge bloeit later.
Op de overgang van de bladschede en bladschijf zitten oortjes.
De korrel is een graanvrucht.

## Roggemeel

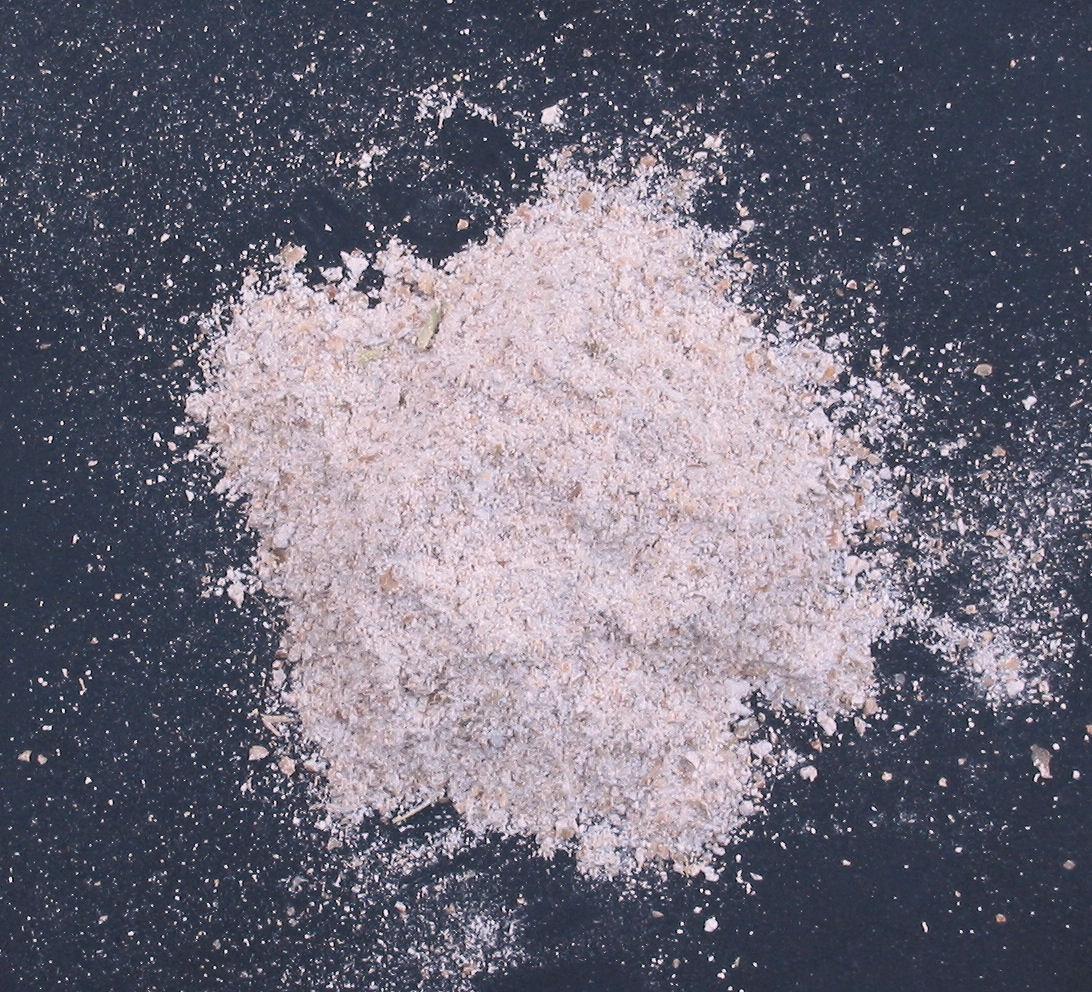
Door korenmolen gemalen rogge

Roggemeel is grijs van kleur en wordt onder meer gebruikt voor het bakken van roggebrood, knäckebröd, pepernoten, voor de bereiding van ontbijtkoek en voor bloedworst. Roggemeel bevat minder gluten dan tarwemeel, waardoor het minder goed rijst. Door de aanwezigheid van pentosanen is er echter wel goed brood van te bakken.
Roggebloem is gezeefd (gebuild) roggemeel en wit van kleur. Hierin zitten geen zemelen en kiemen meer.

## Dranken
Rogge is een van de graaningrediënten voor het distilleren van whisky, naast gerst, maïs en tarwe. Vooral Canada en het noorden van de Verenigde Staten hebben een lange traditie van roggewhisky, wellicht omdat rogge goed bestand is tegen koudere klimaten. Roggewhisky onderscheidt zich door zijn droge smaak die aan noten en peper doet denken, en wordt vaak gebruikt als tegenwicht voor de zoete maïssmaak in een Bourbon.
Het niet-alcoholhoudende kvas is een traditionele maar nog steeds populaire drank op basis van rogge in Oost-Europa. Hij wordt bereid door melkzuurgisting van roggemout.